# Révolte de Trunajaya
Batailles
- Bataille de Gegodog
- Offensive de Trunajaya sur la côte nord de Java
- Bataille de Surabaya
- Chute de Plered
- Campagne de Kediri

La révolte de Trunajaya (parfois orthographié Trunojoyo ; en indonésien: Pemberontakan Trunajaya) ou guerre de Trunajaya est une rébellion avortée menée par le prince madurais Trunajaya aidé de combattants venus Makassar contre le sultanat de Mataram et ses soutiens de la Compagnie néerlandaise des Indes orientales (Vereenigde Oost-Indische Compagnie ou VOC) à Java (aujourd'hui en Indonésie) lors des années 1670.
La révolte est d'abord couronnée de succès : les rebelles défont l'armée royale à Gegodog en 1676, capturent la plus grande partie de la côte nord javanaise, et prenne la capitale du Mataram Plered en 1677. Le roi Amangkurat Ier meurt lors de la retraite de la cour royale. Son fils et successeur Amangkurat II demande alors l'aide de la VOC en échange d'une rémunération et de concessions géopolitiques. L'implication de la VOC change le cours de la guerre : les forces du Mataram et de la VOC récupèrent Surabaya et les territoires perdus puis prennent la nouvelle capitale de Trunajaya, Kediri en 1678. 
La rébellion perdure cependant jusqu'à la capture de Trunajaya à la fin de l'année 1679 puis la défaite, la mort ou la capitulation des autres chefs rebelles entre 1678 et 1680. Trunajaya, alors prisonnier de la VOC, est finalement tué par Amangkurat II en personne.
Après la mort de son père en 1677, en plus de la révolte de Trunajaya, Amangkurat II doit également faire face à plusieurs prétentions rivales au trône. Parmi ces rivaux, son frère pangeran Puger parvient à prendre la capitale Plered en 1677, avant de se rendre en 1681.

## Contexte

Carte de Java montrat l'expansion du sultanat de Mataram juste avant la montée sur le trône d'Amangkurat Ier en 1646.

Amangkurat Ier monte sur le trône de Mataram en 1646 après la mort de son père, le sultan Agung. Ce dernier a conquis la majeure partie du centre et de l'est de Java et a assis son autorité sur quelques vassaux au sud de Sumatra et Bornéo. Les premières années du règne d'Amangkurat sont marquées par les exécutions et massacres de ses ennemis politiques. En 1648, en réponse au coup d'État manqué de son frère pangeran Alit, il ordonne le massacre d'oulémas qu'il soupçonne de complicité avec Alit, lui-même tué lors de sa tentative de coup d'État. En 1659, Amangkurat soupçonne pangeran Pekik, son beau-père et fils du duc de Surabaya, de diriger une conspiration contre lui. Il ordonne la mort de Pekik, qui vit à la cour du Mataram depuis la conquête de Surabaya par le sultanat (en), et de ses proches. Ce massacre de la famille princière la plus importante de l'est de Java rompt le lien entre Amangkurat et ses sujets dans la région, et nourrit un conflit avec son fils, le prince héritier (plus tard Amangkurat II), également petit-fils de Pekik. Au cours des années suivantes, Amangkurat exécute plusieurs autres membres de la noblesse ayant perdu sa confiance.
Raden Trunajaya (aussi orthographié Trunojoyo) est l'un des descendants des seigneurs de Madura, forcé de vivre à la cour du Mataram à la suite de la défaite et annexion de Madura (en) par le sultanat en 1624. Après l'exécution de son père par Amangkurat Ier en 1656, il quitte la cour et s'établit à Kajoran (nl), où il épouse la fille de raden Kajoran, le chef de la famille régnante locale,. La famille Kajoran est une ancienne famille de clercs, liée par mariage à la famille royale. Raden Kajoran est alarmé par la brutalité du règne d'Amangkurat, dont l'exécution de nobles à la cour. En 1670, il présente son beau-fils Trunajaya au prince héritier, récemment banni par le roi à cause d'un scandale, et les deux hommes nouent une amitié basée sur leur aversion commune d'Amangkurat. En 1671, Trunajaya retourne à Madura, où grâce au soutien du prince héritier il défait le gouverneur local et s'empare de l'île.

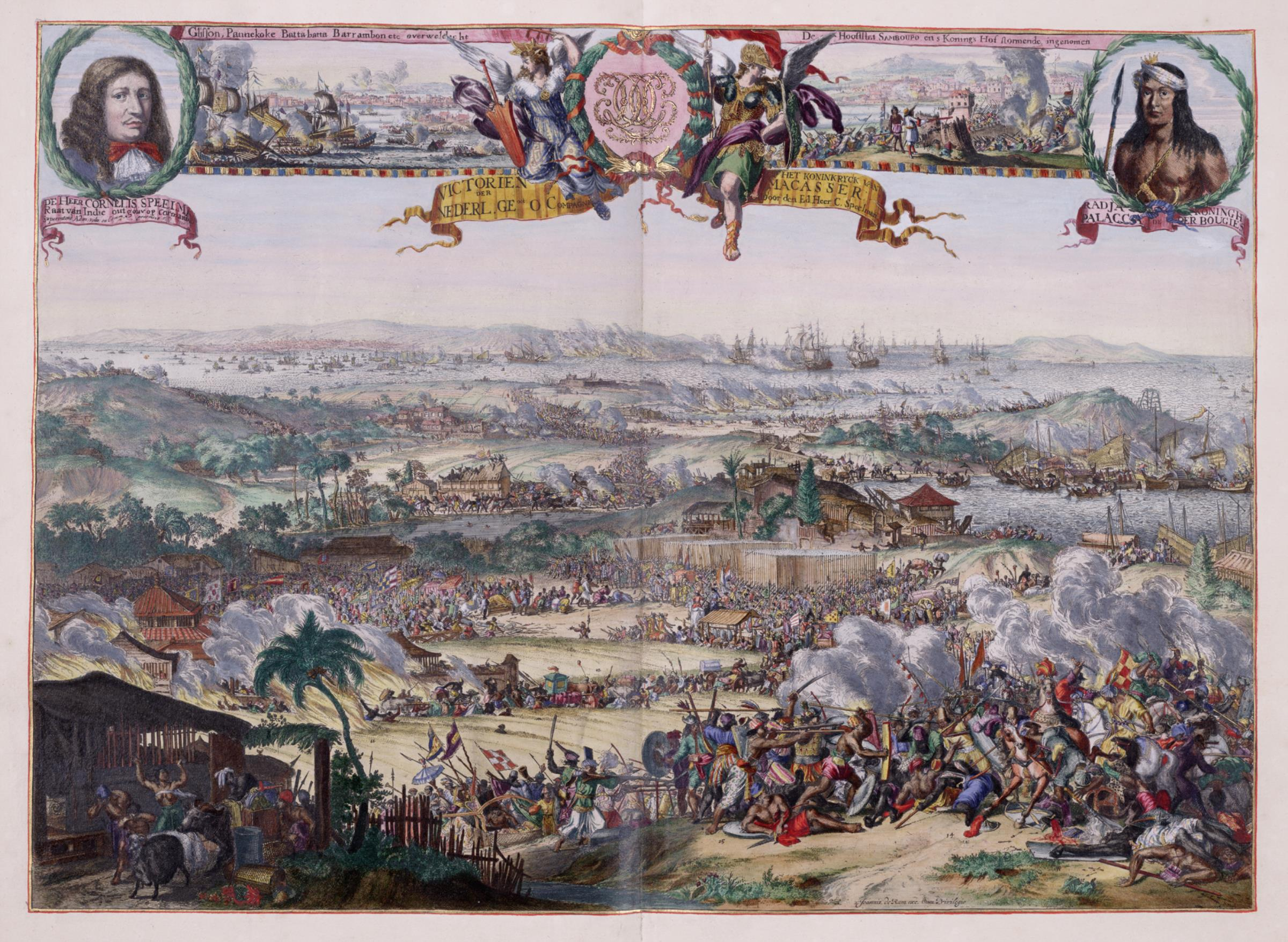
La prise de Makassar par la VOC en 1669 déclenche l'émigration de combattants macassarois vers Java, dont beaucoup vont plus tard rejoindre le camp des rebelles.

Makassar est le principal centre de commerce à l'est de Java. Après la victoire en 1669 de la VOC sur le sultanat de Gowa lors de la guerre de Makassar, des bandes de soldats macassarois s'expatrient pour vendre leurs services. Ils s'établissent d'abord dans les territoires du sultanat de Banten, d'où ils sont expulsés en 1674, puis se tournent vers la piraterie, pillant les villes côtières de Java et de Nusa Tenggara. Un peu plus tard, le prince héritier du Mataram les autorise de s'établir à Demung (nl), un village dans le « coin oriental (en) » de Java. En 1675, un autre groupe de combattants et pirates macassarois arrive à Demung conduit par le kraeng de Galesong (en). Ces combattants itinérants venus de Makassar s'allieront plus tard à la révolte de Trunajaya.

## Forces en présence

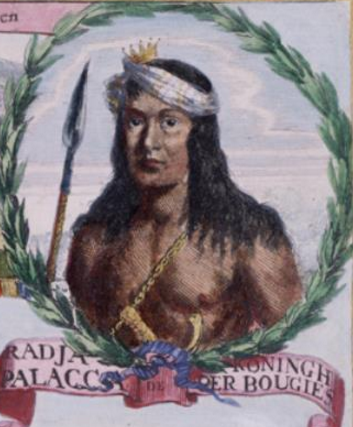
Les forces bugis du prince Arung Palakka (image) comptent parmi les alliées de la VOC pour mater la rébellion.

Sans armée régulière, la majeure partie des forces du Mataram provient des troupes levées par les vassaux du roi, qui fournissent également armes et matériels,. Elles sont constituées en majorité par des paysans conscrits par des seigneurs locaux (en javanais sikep dalem). L'armée compte également un petit nombre de soldats professionnels issus de la garde du palais. Elle est équipée de canons, de petites armes à feu comme des pistolets (en javanais senapan, dérivé du néerlandais snaphaens) et des carabines, de cavalerie et des fortifications. L'historien australien M. C. Ricklefs note par ailleurs que le transfert des technologies militaires européennes dans la région est quasi-instantané, les manufactures javanaises produisant de la poudre à canon et des armes à feu au plus tard en 1620. Des experts européens sont engagés pour entraîner les troupes javanaises dans le maniement des armes, le commandement militaire et les techniques de construction, mais malgré cet encadrement, les paysans conscrits des armées javanaises manquent souvent de discipline et fuient sur le champ de bataille,. Les troupes du Mataram sont d'abord « bien plus nombreuses » que les 9 000 hommes des rebelles à Gegodog en septembre 1676 puis se réduisent à une « petite escorte » après la chute de la capitale en juin 1677. L'armée grossit à nouveau à plus de 13 000 hommes lors de la prise de la capitale de Trunajaya, Kediri, à la fin de l'année 1678.
La Compagnie néerlandaise des Indes orientales (VOC) compte sur ses propres soldats professionnels. Chaque homme est équipé d'une épée, de petites armes, de cartouches, de pochettes et ceintures, de bombes à fumée et de grenades. La majorité des troupes régulières de la VOC sont d'origine indonésienne, avec un petit nombre de soldats et de soldats de marine européens. Tous sont sous le commandement d'officiers européens. Bien que du même niveau technologique que les troupes autochtones javanaises, les troupes de la VOC reçoivent généralement un meilleur entraînement, un meilleur équipement et sont plus disciplinées que ces dernières. Elles disposent également d'un soutien logistique de meilleure qualité, étant suivies par une longue caravanes de charrettes transportant vivres et matériels, ce qui leur donne un avantage sur les troupes javanaises devant vivre des terres et faisant souvent face à des pénuries. Les forces de la VOC comptent 1 500 hommes en 1676 puis sont rejointes par des alliées Bugis sous le commandement d'Arung Palakka. Un premier contingent de 1 500 Bugis arrivent à la fin de l'année 1678 puis au cours de l'année 1679, on compte 6 000 Bugis à Java.
Tout comme les autres belligérants, les armées de Trunajaya et de ses alliées disposent également de canons, de cavalerie et de fortifications. Lorsque la VOC prend Surabaya en mai 1677, Trunajaya parvient à fuir avec 20 de ses canons en bronze, mais laisse derrière lui 69 canons en fer et 34 canons en bronze. Les troupes rebelles sont constituées de Javanais, Madurais et Macassarois. Lorsque les rebelles envahissent Java en 1676, ils comptent 9 000 hommes, majoritairement des suivants de Trunajaya et des combattants macassarois. Plus tard, d'autres nobles javanais et madurais se joignent à la rébellion. Le seigneur de Giri, l'un des plus importants chefs spirituels islamiques de Java, en particulier, se joint à lui au début de l'année 1676. Le beau-père de Trunajaya, raden Kajoran, chef de la puissante famille Kajoran, le rejoint après sa victoire à Gegodog en septembre 1676. C'est ensuite l'oncle de Trunajaya, le prince de Sampang (plus tard Cakraningrat II) qui rallie la rébellion après la chute de la capitale du Mataram en juin 1677.

## Campagne

### Début et premières victoires rebelles
La rébellion débute par une série de raids de pirates macassarois basés à Demung (nl) contre les villes marchandes de la côte nord-est de Java. La première ville visée est Gresik en 1674, mais les assaillants sont repoussés. En 1675, Trunajaya s'allie au kraeng de Galesong (en), le chef des pirates macassarois, et planifie d'autres raids. La même année, des pillards macassaro-madurais prennent et brûlent plusieurs villes majeures dans le nord-est de Java, de Pajarakan (id) à Surabaya et Gresik. Pour faire face à la déroute des forces loyalistes, le roi Amangkurat Ier nomme un gouverneur militaire à Jepara, la capitale provinciale de la côte nord, et fortifie la ville. Les forces du sultanat de Mataram marchant sur Demung sont cependant défaites. De plus, les actions conjointes des navires du sultanat et de la VOC sur la côte contrôlée par les pillards ne sont pas toujours couronnées de succès. Par ailleurs, le kraeng de Galesong déménage à Madura, le domaine de son allié Trunajaya.  En 1676, Trunajaya s'octroye le titre Panembahan (« seigneur de ») Maduretna et s'assure le soutien du sunan (seigneur spirituel) de Giri, près de Gresik. Plus tard, une flotte de la VOC attaque la base des pillards à Demung, mais la VOC ne mène pas d'actions directes contre Trunajaya à Madura.
En septembre 1676, une armée rebelle de 9 000 hommes conduite par le kraeng de Galesong provenant de Madura débarque à Java et prend Surabaya, la principale ville de l'est de l'île. Le sultanat de Mataram riposte en envoyant une importante armée commandée par le prince héritier (plus tard Amangkurat II). La bataille se déroule à Gegodog, à l'est de Tuban et se termine par une défaite décisive de l'armée du sultanat, pourtant bien plus nombreuse, : l'armée loyaliste est mise en déroute, l'oncle du roi, Pangeran Purbaya (id) est tué, et le prince héritier contraint de fuir.
Parce qu'il a tardé à attaquer les rebelles, le prince héritier est jugé responsable de cette défaite. De plus, certaines rumeurs l'accusent de collusion avec l'ennemi, qui compte son ancien protégé Trunajaya. Les quelques mois qui suivent la victoire de Gegodog voient l'avance rapide des rebelles sur les villes marchandes du nord de Java, allant de Surabaya vers l'ouest à Cirebon, incluant les villes de Kudus et Demak. Ces villes cèdent aisément, en partie parce que leurs fortifications ont été détruites lors de leur conquête par le sultan Agung cinquante ans auparavant. Seule Jepara parvient à resister à l'armée rebelle, grâce aux efforts conjoints du nouveau gouverneur militaire et des forces de la VOC qui fortifient la ville à temps. La rébellion gagne l'intérieur des terres lorsque raden Kajoran, le puissant beau-père de Trunajaya, basé à l'est de la capitale du sultanat de Mataram, se joint aux rebelles. Les troupes de Kajoran et Trunajaya marchent ensuite sur la capitale, mais sont repoussées par les forces loyalistes.

### Intervention de la VOC et chute de la capitale du Mataram

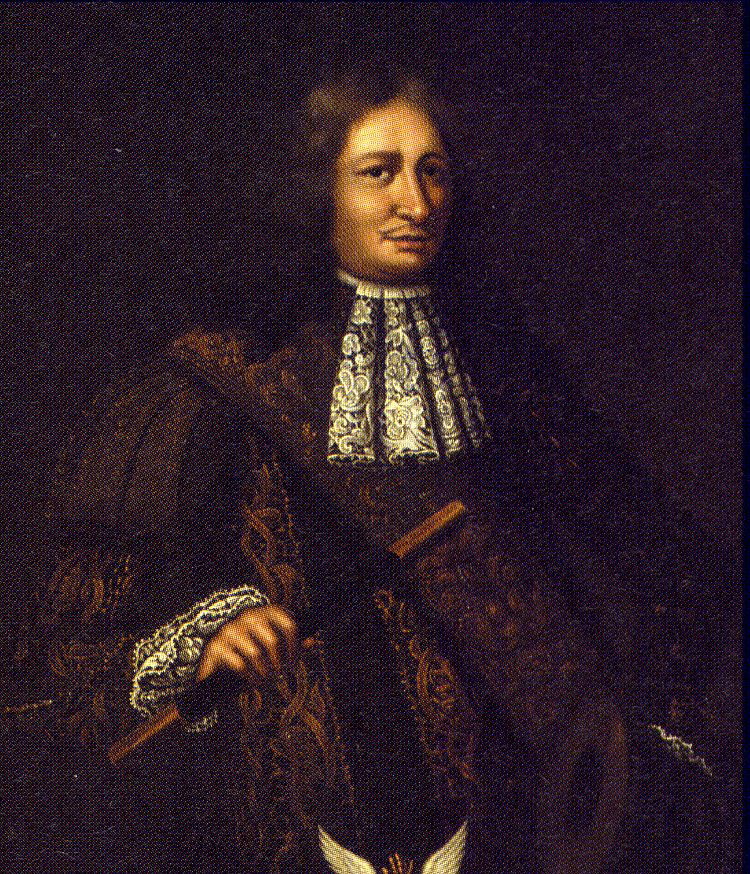
dirige les forces de la VOC dans la guerre en 1677, et devient plus tard gouverneur-général de la VOC.

Invitée à intervenir par le sultanat de Mataram, la VOC envoie une importante flotte composée de forces européennes et indonésiennes, commandée par l'amiral Cornelis Speelman (en). En avril 1677, elle vogue sur Surabaya, le quartier général de Trunajaya. Après l'échec des négocitions, les forces de Speelman prennent d'assaut Surabaya au prix de combats acharnés. Les troupes de la VOC poursuivent en reduisant les forces rebelles autour de Surabaya puis prennent ensuite Madura, l'île d'origine de Trunajaya, où elles laissent sa résidence en ruine. Trunajaya fuit alors Surabaya et établit sa capitale à Kediri.
Bien que les rebelles aient été défaits à Surabaya, ils continuent à mener avec succès leur campagne à l'intérieur des terres du centre et de l'est javanais. Elle atteint son apogée avec la chute de la capitale Plered en juin 1677. La maladie du roi et la méfiance régnante entre les princes royaux empêchent l'organisation d'une resistance. Le roi fuit vers l'ouest avec le prince héritier et son escorte, permettant aux rebelles d'entrer et de piller la ville avec peu de résistance. Les rebelles se retirent ensuite avec le trésor royal à Kediri.

### Accession au trône de Amangkurat II et alliance avec la VOC

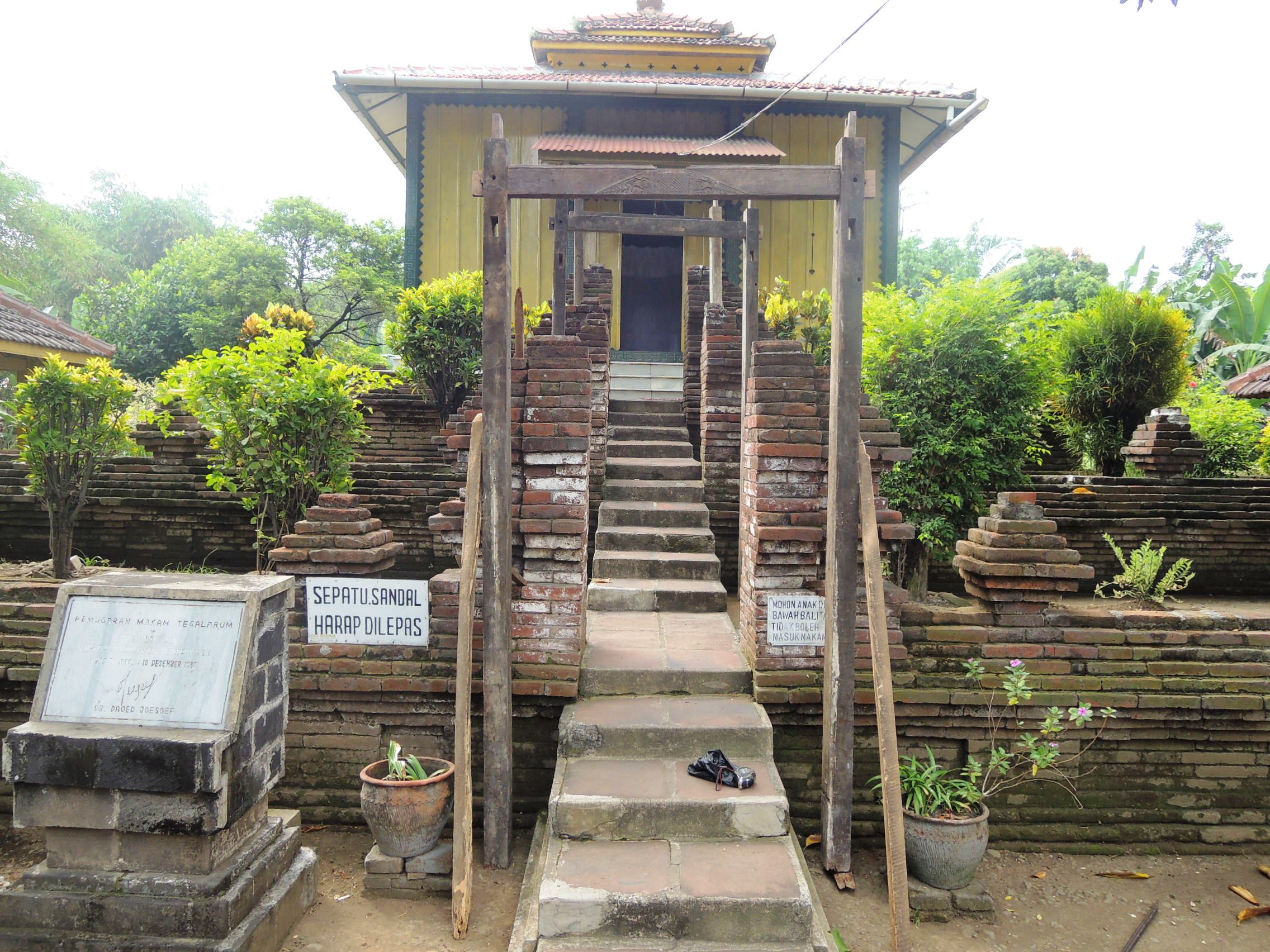
Tombe d'Amangkurat Ier au Complexe Tegal Arum, Kabupaten de Tegal, Java central.

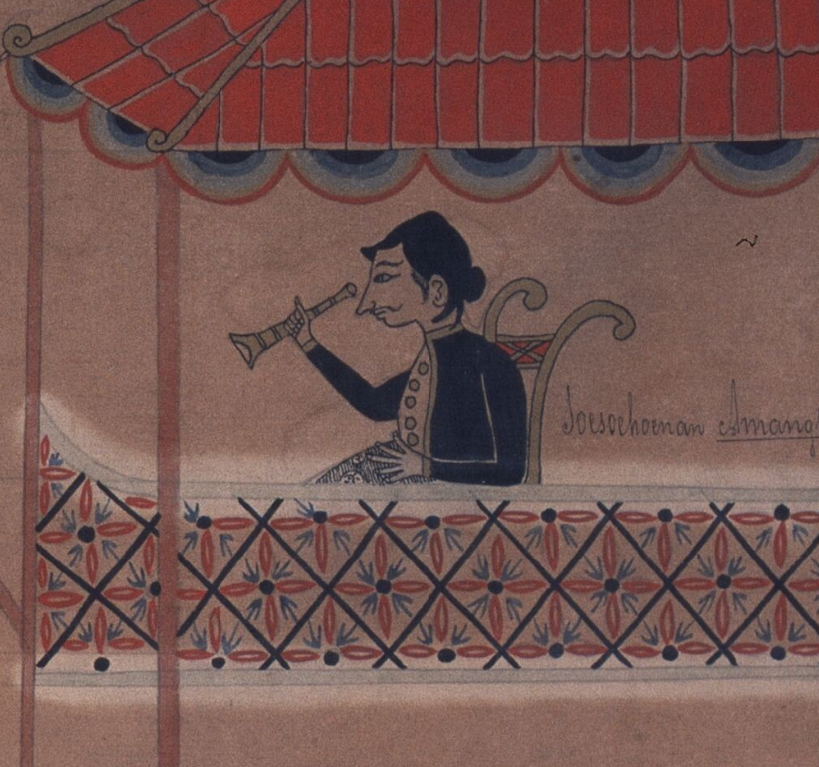
Amangkurat II, roi de Mataram à partir de 1677, dans une peinture traditionnelle javanaise.

Le roi Amangkurat Ier meurt lors de sa retraite à Tegal en juillet 1677,. Le prince héritier lui succède sous le nom de règne Amangkurat II et est reconnu par la noblesse javanaise à Tegal (la ville d'origine de sa grand-mère) et par la VOC,. Il ne parvient cependant pas à affirmer son autorité sur la ville voisine de Cirebon, dont le dirigeant déclare son indépendance avec le soutien du sultanat de Banten. Par ailleurs, son frère cadet pangeran Puger (plus tard Pakubuwana Ier) occupe la capitale en ruine, dont il refuse l'accès aux troupes loyales à Amangkurat II, et se proclame roi sous le nom Ingalaga Mataram.
Sans armée et sans trésor, incapable d'affirmer son autorité, Amangkurat décide de s'allier à la VOC pour regagner son royaume. Après avoir appris la chute de la capitale, l'amiral Speelman quitte Surabaya pour Jepara. Ses troupes reprennent d'importantes villes côtières du centre de Java, dont  Semarang, Demak, Kudus et Pati. Amangkurat se rend à Jepara sur des navires de la VOC en septembre 1677. Il doit accepter d’importantes concessions réclamées par la VOC en échange de la restauration de son autorité sur l'île. Il promet à la Compagnie l'intégralité du revenu de l'ensemble des ports de la côte nord, ainsi que la souveraineté sur le hauts plateaux de Priangan et sur Semarang. Le roi accepte également de reconnaître la compétence des tribunaux de la VOC sur tout non-Javanais résidant dans ses domaines. Pour l'historien néerlandais H. J. de Graaf (en), la VOC, une compagnie, s'engage alors dans une « spéculation hasardeuse », dont elle espère un futur retour fructueux lorsque leur associé aura rétabli son autorité sur le sultanat de Mataram.
Les forces conjointes de la VOC et de Mataram progressent lentement face aux rebelles,. Au début de l'année 1678, ils ne contrôlent que plusieurs villes du centre de la côte nord de Java. En 1678, Speelman devient directeur général de la VOC, remplaçant Rijcklof van Goens, devenu gouverneur général (Speelman deviendra gouverneur général à son tour en 1681). Son commandement à Jepara est transmis à Anthonio Hurdt (en), qui arrive en juin 1678.

### Victoires des loyalistes et mort de Trunajaya

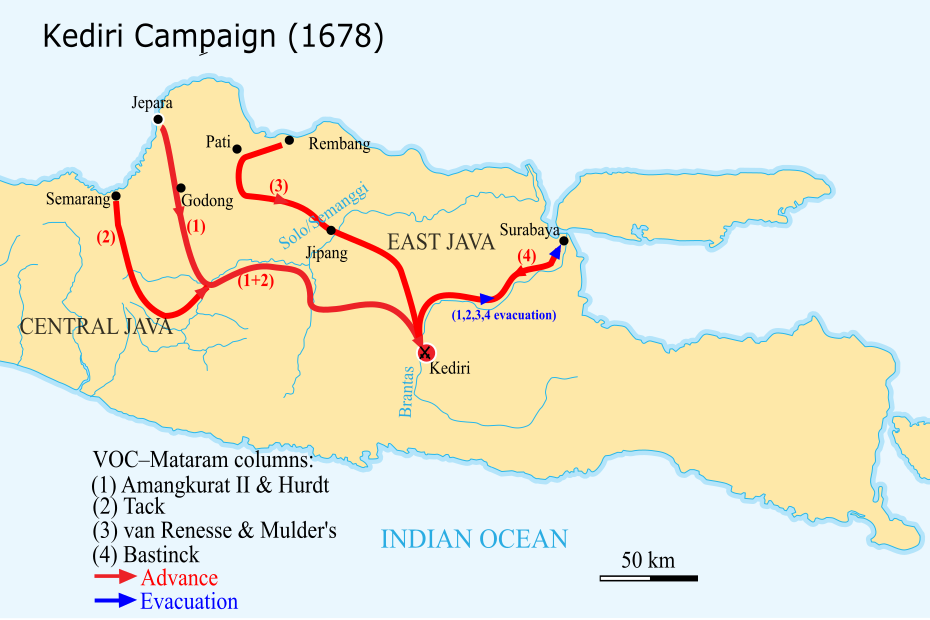
La campagne terrestre des forces alliées de la VOC et de Mataram pour prendre la capitale de Trunajaya, Kediri.

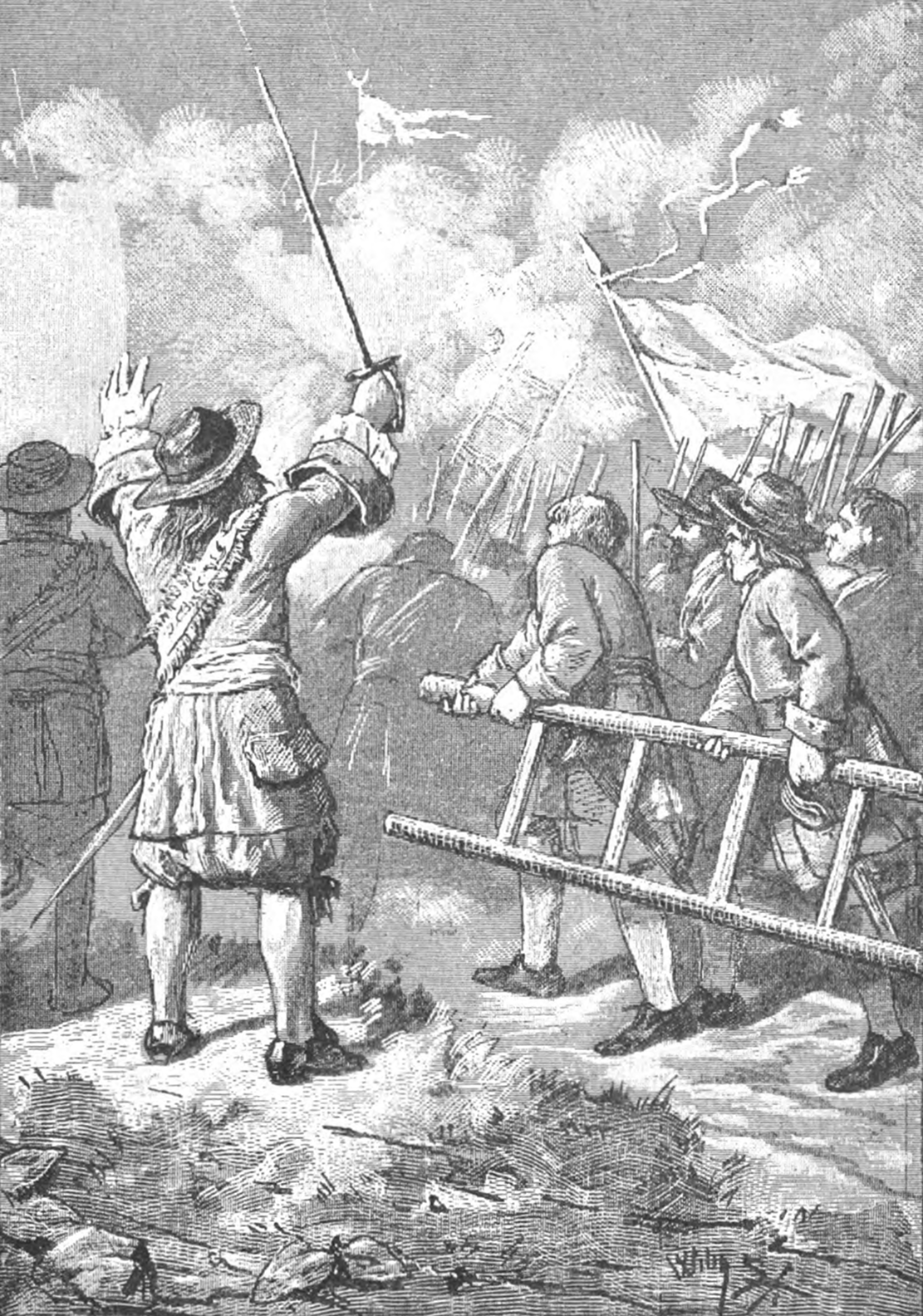
Les troupes de la VOC prennent d'assaut la capitale de Trunajaya à Kediri en 1678. Scène représentée dans un roman de jeunesse néerlandais des années 1890.

En septembre 1678, les forces alliées de la VOC et de Mataram marchent sur la capitale de Trunajaya, Kediri. Les troupes empruntent trois chemins distincts, sur suggestion du roi, afin de couvrir plus de territoire et d'intimider les factions autochtones n'ayant pas encore décidé de leur allégeance. Cette stratégie est couronnée de succès, et durant la campagne, des bandes armées locales se joignent aux troupes coalisées, attirées par le butin. Kediri est prise le 25 novembre par une force d'assaut dirigée par le capitaine François Tack (en),. Les alliés poursuivent jusqu'à Surabaya, la plus grande ville de l'est javanais, où Amangkurat établit sa cour. Ailleurs, les rebelles sont également défaits. En septembre 1679, une force conjointe formée de troupes de la VOC, de Javanais et de Bugis sous les commandement de Sindu Reja et Jan Albert Sloot battent raden Kajoran dans une bataille à Mlambang près de Pajang,. Malgré sa reddition, Sloot ordonne l'exécution de Kajoran. En novembre, la VOC et ses alliés Bugis sous le commandement d'Arung Palakka expulsent les rebelles macassarois de leur forteresse à Keper (id) dans le Java oriental. En avril 1680, après ce que la VOC considère comme la bataille la plus acharnée de cette guerre, le seigneur rebelle de Giri est battu et une grande partie de sa famille est exécutée. Cette série de victoires d'Amangkurat et de ses alliés de la VOC entraîne un nombre croissant de ralliement de Javanais au roi.
Après la perte de sa forteresse à Kediri, Trunajaya parvient à s'enfuir dans les montagnes de l'est javanais . Pourchassé par les forces de la VOC et du roi, Trunajaya, isolé et privé de nourriture, se rend à la Compagnie le 26 décembre 1679,,. En tant que captif du commandant de la VOC, il est traité avec respect. Lors d'une visite cérémonielle à la résidence royale de Payak (nl) (Java oriental) le 2 janvier 1680, Trunajaya est poignardé par Amangkurat en personne et achevé par les courtisans du roi,. Le roi explique cet assassinat d'un prisonnier de la VOC en accusant Trunajaya d'avoir tenté de l'assassiner. Peu convaincue par cette explication, la VOC décide cependant de ne pas réclamer des comptes au roi. Une version romancée de la mort de Trunajaya apparait dans des babads (chroniques) javanais centraux du XVIIIe siècle.

### Fin de la rébellion depangeranPuger
En parallèle à la révolte de Trunajaya, Amangkurat II doit faire face à son frère pangeran Puger qui a capturé l'ancienne capitale Plered et s'est proclamé roi en 1677. Amangkurat n'entreprend d'abord aucune action contre son frère. Une fois Trunajaya vaincu, Amangkurat ne parvient cependant pas à le convaincre de se soumettre. En septembre 1680, il construit une nouvelle capitale à Kartasura, puis en novembre, les forces alliées d'Amangkurat et de la VOC extirpent Puger de Plered. Ce dernier parvient à reconstruire son armée et prend à nouveau Plered en août 1681, puis parvient presque à prendre Kartasura. En novembre 1681, les forces de la VOC et de Mataram battent à nouveau Puger, le forçant à se soumettre avant d'être gracié par son frère,.

## Conséquences

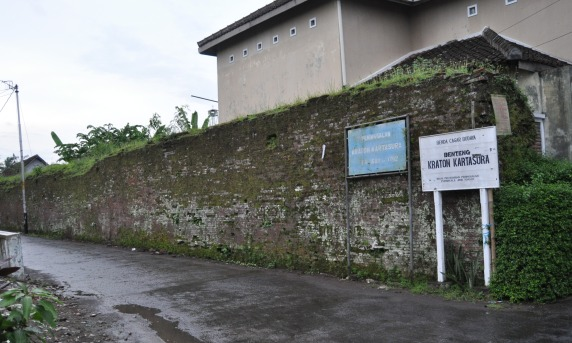
Ruines de la nouvelle capitale du sultanat de Mataram, Kartasura. Amangkurat II fait construire la ville et y établit sa capitale après la rébellion de Trunajaya.

La défaite des rebelles permet à Amangkurat II de renforcer sa légitimité. La capture puis la destruction de la capitale Plered le conduit à construire une nouvelle ville, Kartasura dans le district de Pajang, et d'y établir sa cour. Un fort de la VOC y est également érigé, à proximité de la résidence royale, afin de la défendre des invasions.
L'engagement de la VOC dans le conflit permet à Amangkurat II, presque vaincu, de rester sur son trône. Cette première alliance marque le début d'une politique d'ingérence à Java, la VOC soutenant rois et prétendants en échange de concessions. Cette politique est cependant coûteuse : en 1680, elle nécessite un effort financier considérable pour maintenir une présence militaire au centre et à l'est de l'île de Java, contribuant ainsi au déclin financier de la VOC. Les paiements promis par Amangkurat ne sont pas exécutés, et en 1682, la dette du roi à la VOC dépasse les 1,5 million de reals, soit environ 5 fois le montant du trésor royal. De plus, la cession de Semarang est repoussée par des disputes, et d'autres arrangements consignés dans le contrat sont largement ignorés par les officiels javanais. Par ailleurs, une faction anti-VOC émerge à la cour de Mataram, l'un de ses membres, Nerangkusuma, devenant le patih (chef ministre) de 1682 à 1686,. Les relations entre Mataram et VOC sont également négativement affectées par l'asile offert au rebelle balinais Surapati en 1684 et la mort du capitaine de la VOC François Tack (en) à la cour de Mataram en 1686.
Le frère du roi pangeran Puger, qui a tenté d'usurper le trône lors de la révolte de Trunajaya, est gracié par le roi. Cependant, après la mort de ce dernier en 1703 et l'accession au trône de son fils Amangkurat III, Puger revendique à nouveau le trône. Cette fois, il est soutenu par la VOC, et les alliés remportent la première guerre de Succession javanaise (entre 1704 et 1708). Puger monte sur le trône sous le titre Pakubuwana Ier et Amangkurat III est exilé à Ceylan.